# Natação no Campeonato Europeu de Esportes Aquáticos de 2014 - 4x200 m livre masculino
A prova do revezamento 4x200 metros livre masculino da natação no Campeonato Europeu de Esportes Aquáticos de 2014 ocorreu no dia 23 de agosto em Berlim, na Alemanha. 

## Calendário
| Fase          | Data         | Hora  |
| ------------- | ------------ | ----- |
| Eliminatórias | 23 de agosto | 10:27 |
| Final         | 23 de agosto | 17:43 |

Todos os horários estão no horário local (UTC+1)

## Recordes
Antes desta competição, os recordes eram os seguintes:
| Recorde mundial       | Estados Unidos | 6:58.55 | Roma      | 31 de julho de 2009  |
| Recorde europeu       | Rússia         | 6:59.15 | Roma      | 31 de julho de 2009  |
| Recorde do campeonato | Rússia         | 7:06.71 | Budapeste | 14 de agosto de 2010 |

## Medalhistas
| Ouro                                                                         | Prata                                                                              | Bronze                                                                            |
| Alemanha · Robin Backhaus · Yannick Lebherz · Clemens Rapp · Paul Biedermann | Rússia · Artem Lobuzov · Dmitry Ermakov · Alexander Krasnykh · Alexandr Sukhorukov | Bélgica · Louis Croenen · Glenn Surgeloose · Emmanuel Vanluchene · Pieter Timmers |

## Resultados

### Eliminatórias
Esses foram os resultados das eliminatórias. 
| Pos. | Bateria | Raia | Nacionalidade | Nadadores | Tempo   | Notas |
| ---- | ------- | ---- | ------------- | --- | ------- | ----- |
| 1    | 2       | 7    | Alemanha      | Robin Backhaus (1:47.76) Yannick Lebherz (1:47.67) Clemens Rapp (1:47.75) Paul Biedermann (1:47.08)               | 7:10.26 | Q     |
| 2    | 2       | 1    | Rússia        | Nikita Lobintsev (1:48.50) Alexander Krasnykh (1:47.36) Dmitry Ermakov (1:46.86) Viatcheslav Andrusenko (1:48.65) | 7:11.37 | Q     |
| 3    | 1       | 1    | Países Baixos | Ferry Weertman (1:50.19) Dion Dreesens (1:47.74) Joost Reijns (1:49.82) Sebastiaan Verschuren (1:47.77)           | 7:15.52 | Q     |
| 4    | 1       | 3    | Itália        | Federico Turrini (1:50.13) Marco Belotti (1:49.39) Damiano Lestingi (1:47.96) Gabriele Detti (1:48.29)            | 7:15.77 | Q     |
| 5    | 2       | 4    | Espanha       | Eduardo Salaeche (1:50.13) Albert Puig (1:49.05) Manuel Victor Martin (1:48.36) Miguel Duran (1:48.57)            | 7:16.11 | Q     |
| 6    | 1       | 7    | Bélgica       | Ken Cortens (1:51.21) Glenn Surgeloose (1:48.49) Emmanuel Vanluchene (1:49.42) Pieter Timmers (1:47.21)           | 7:16.33 | Q     |
| 7    | 2       | 5    | França        | Theo Fuchs (1:50.39) Lorys Bourelly (1:48.60) Clement Mignon (1:49.06) Gregory Mallet (1:48.49)                   | 7:16.54 | Q     |
| 8    | 2       | 3    | Polónia       | Jan Świtkowski (1:50.57) Kacper Majchrzak (1:48.79) Pawel Werner (1:50.63) Dawid Zielinski (1:49.11)              | 7:19.10 | Q     |
| 9    | 2       | 2    | Suécia        | Matthias Carlsson (1:50.72) Oscar Ekstroem (1:49.31) Simon Sjoedin (1:49.48) Adam Paulsson (1:50.58)              | 7:20.09 |       |
| 10   | 1       | 2    | Áustria       | David Brandl (1:49.83) Christian Scherübl (1:49.79) Felix Auboeck (1:49.41) Jakub Maly (1:51.44)                  | 7:20.47 |       |
| 11   | 1       | 8    | Dinamarca     | Anders Lie (1:48.63) Viktor Bromer (1:51.06) Anton Ipsen (1:51.02) Daniel Skaaning (1:50.82)                      | 7:21.53 |       |
| 12   | 2       | 8    | Suíça         | Jean-Baptiste Febo (1:50.33) David Karasek (1:51.45) Alexandre Haldemann (1:50.97) Nico van Duijn (1:51.65)       | 7:24.40 |       |
| 13   | 1       | 5    | Chéquia       | Jan Micka (1:52.53) Tomas Havranek (1:51.96) Martin Verner (1:52.63) David Kuncar (1:51.09)                       | 7:28.21 |       |
| 14   | 2       | 6    | Ucrânia       | Anton Goncharov (1:51.41) Maksym Shemberev (1:54.30) Sergiy Frolov (1:51.57) Sergiy Varvaruk (1:52.63)            | 7:29.91 |       |
| 15   | 1       | 6    | Luxemburgo    | Pit Brandenburg (1:51.89) Jean-François Schneiders (1:52.93) Julien Henx (1:55.83) Raphael Stacchiotti (1:52.34)  | 7:32.99 |       |
| 16   | 1       | 4    | Turquia       | Doga Celik (1:56.93) Nezir Karap (1:53.69) Alpkan Ornek (1:52.74) Ediz Yildirimer (1:53.72)                       | 7:37.08 |       |

### Final
Esse foi o resultado da final. 
| Pos.              | Raia | Nacionalidade | Nadadores | Tempo   | Notas |
| ----------------- | ---- | ------------- | --- | ------- | ----- |
| Medalha de ouro   | 4    | Alemanha      | Robin Backhaus (1:48.52) Yannick Lebherz (1:48.73) Clemens Rapp (1:46.80) Paul Biedermann (1:44.95)              | 7:09.00 |       |
| Medalha de prata  | 5    | Rússia        | Artem Lobuzov (1:48.18) Dmitry Ermakov (1:47.90) Alexander Krasnykh (1:47.19) Alexander Sukhorukov (1:47.02)     | 7:10.29 |       |
| Medalha de bronze | 7    | Bélgica       | Louis Croenen (1:48.41) Glenn Surgeloose (1:48.56) Emmanuel Vanluchene (1:48.25) Pieter Timmers (1:45.17)        | 7:10.39 |       |
| 4                 | 1    | França        | Jeremy Stravius (1:47.62) Yannick Agnel (1:46.06) Lorys Bourelly (1:49.38) Clement Mignon (1:47.75)              | 7:10.81 |       |
| 5                 | 3    | Países Baixos | Dion Dreesens (1:48.10) Ferry Weertman (1:47.65) Joost Reijns (1:49.13) Sebastiaan Verschuren (1:46.71)          | 7:11.59 |       |
| 6                 | 6    | Itália        | Andrea Mitchell D'Arrigo (1:48.22) Damiano Lestingi (1:48.28) Gabriele Detti (1:48.62) Filippo Magnini (1:47.12) | 7:12.24 |       |
| 7                 | 2    | Espanha       | Albert Puig (1:49.36) Miguel Duran (1:48.08) Miguel Victor Martin (1:48.29) Eduardo Solaeche (1:50.07)           | 7:15.80 |       |
| 8                 | 8    | Polónia       | Pawel Korzeniowski (1:47.40) Kacper Majchrzak (1:49.49) Jan Switkowski (1:49.39) Dawid Zielinski (1:49.72)       | 7:16.00 |       |

Legenda
| Recorde mundial       | Recorde mundial (World record)               |                       | Recorde africano                      | Recorde africano (African) |                                           | Q | Classificado por posição (Qualified) |
| Recorde do campeonato | Recorde do campeonato (Championship record)  | Recorde da América    | Recorde da América (Americas)         | q                          | Classificado por melhor tempo (Qualified) |   |                                      |
| Melhor marca do ano   | Melhor marca do ano (World leading)          | Recorde asiático      | Recorde asiático (Asian)              | DNS                        | Não largou (Did not start)                |   |                                      |
| Recorde nacional      | Recorde nacional (National record)           | Recorde europeu       | Recorde europeu (European)            | DNF                        | Não terminou (Did not finish)             |   |                                      |
| Recorde pessoal       | Recorde pessoal do atleta (Personal best)    | Recorde da Oceania    | Recorde da Oceania (Oceania)          | DSQ / DQ                   | Desclassificado (Disqualified)            |   |                                      |
| Recorde da temporada  | Recorde da temporada do atleta (Season best) | Recorde sul-americano | Recorde sul-americano (South America) | NM                         | Sem marca (No mark)                       |   |                                      |